# Alex Chilton
Alex Chilton (28. december 1950 – 17. marts 2010) var en amerikansk guitarist, singer-songwriter og musikproducer, der især var kendt som medlem af grupperne The Box Tops og Big Star.
Alex Chilton blev født og voksede op i Memphis, Tennessee, og som ganske ung kom han med i et lokalt orkester. Gruppen kom senere til at hedde The Box Tops, og Chilton var stadig teenager, da han var forsanger og guitarist på nummeret "The Letter", som gruppen fik et stort gennembrud med i 1967. Gruppen opnåede flere hits de følgende par år, men allerede i 1970 opløstes gruppen.
I denne periode arbejdede han på at forbedre sit guitarspil, og det følgende år kom Alex Chilton med i gruppen Big Star. Denne gruppe fik ikke så stor kommerciel succes, men i musikerkredse øgedes respekten for Chilton. Grupper som R.E.M. og Radiohead har været påvirket af ham. Senere i 1970'erne opholdt han sig i New York på det tidspunkt, hvor punkmusikken fik sit gennembrud, hvilket fik stor betydning for Chilton. Han vendte sig nu væk fra den polerede poplyd til et mere spontant musikalsk udtryk.
Fra 1980'erne og fremad blev Alex Chilton gradvist sværere at sætte i musikalsk bås. Han inddrog et lang række genrer som jazz, blues, rockabilly og country i sin musik, som han efterhånden primært styrede som solist med varierende tilknyttede musikere. Fra midten af 1990'erne genoptog han desuden samarbejdet med flere af de gamle kolleger i The Box Tops og Big Star, som optrådte i forskellige sammenhænge.
Chilton døde af et hjerteanfald lige før en koncert i hjembyen.